# Ordre de la maison d'Orange
L'ordre de la maison d'Orange (en néerlandais : Huisorde van Oranje ), est un ordre dynastique de la maison d'Orange-Nassau, la famille royale des Pays-Bas, semblable à l'ordre royal de Victoria au Royaume-Uni. L'ordre est institué par la reine Wilhelmine des Pays-Bas le 19 mars 1905 et n'est pas soumis à la responsabilité ou à l'influence ministérielle, mais est décerné à la seule discrétion du monarque néerlandais.

## Histoire

### 1905 - 1969
En 1905, la reine Wilhelmine estime devoir créer un ordre de sa maison, car elle ne pouvait plus disposer de l'ordre de la couronne de chêne du grand-duché de Luxembourg, jadis utilisé par son père et son grand-père pour récompenser les sujets néerlandais. En effet, la succession au trône du Luxembourg était comparable à la loi salique dans la constitution de 1890.
L'ordre de la maison d'Orange possède, lors de sa création, une nomenclature très complexe, comprenant 18 classes et médailles différentes.

### Réorganisation de l'ordre en 1969
Par décret de la cour du 30 novembre 1969, la reine Juliana décide de réorganiser l'ordre pour le rendre plus conforme à l'esprit toujours plus égalitaire de la société néerlandaise. En conséquence, l'ordre est désormais divisé en quatre groupes semi-indépendants :
1. L'ordre de la maison
2. L'ordre de loyauté et du mérite
3. Médailles honorifiques :
  1. La médaille d'honneur des arts et des sciences
  2. La médaille d'honneur pour l'initiative et l'ingéniosité
4. L'ordre de la Couronne

| Ordre de la maison (croix de chevalier) | Ordre de loyauté et du mérite (croix de chevalier) | Ordre de la Couronne (croix de chevalier) |
| --------------------------------------- | -------------------------------------------------- | ----------------------------------------- |
|                                         |                                                    |                                           |
| Barre de ruban                          |                                                    |                                           |
|                                         |                                                    |                                           |

## L'ordre aujourd'hui
Depuis la réorganisation de 1969, l'ordre de la maison d'Orange possède trois grades:
1. Grand-croix ( Grootkruis ) - l'insigne peut être porté sur une ceinture sur l'épaule droite, plus une étoile à 8 branches sur la poitrine gauche ;
2. Grand-croix d'honneur ( Groot erekruis ) - porte l'insigne sur un collier ;
3. Croix d'honneur ( Erekruis ) - porte l'insigne sur un ruban sur la poitrine gauche.

Tous les sujets du roi (ou de la reine) des Pays-Bas, à l'exception des membres de la maison royale, peuvent recevoir la croix d'honneur. Une fois un grade décerné, le récipiendaire peut être promu à un grade supérieur de l'ordre de la maison après trois ans.